# Claude E. Shannon Award
Der Claude E. Shannon Award, benannt nach dem Begründer der Informationstheorie Claude E. Shannon, ist eine seit 1972 von der IEEE Information Theory Society vergebene, im Regelfall jährliche Auszeichnung. Sie wird für theoretisch weitreichende Arbeiten aus dem Bereich der Informationstheorie vergeben.
Der Preisträger erhält die Möglichkeit, seine Arbeit im Rahmen der IEEE International Symposium on Information Theory vorzutragen.

## Preisträger
Bisher wurden folgende Personen ausgezeichnet:
- 1972: Claude E. Shannon
- 1974: David S. Slepian
- 1976: Robert Fano
- 1977: Peter Elias
- 1978: Mark S. Pinsker
- 1979: Jacob Wolfowitz
- 1981: W. Wesley Peterson
- 1982: Irving Stoy Reed
- 1983: Robert Gray Gallager
- 1985: Solomon W. Golomb
- 1986: William L. Root
- 1988: James Lee Massey
- 1990: Thomas M. Cover
- 1991: Andrew J. Viterbi
- 1993: Elwyn Berlekamp
- 1994: Aaron D. Wyner
- 1995: David Forney
- 1996: Imre Csiszár
- 1997: Jacob Ziv
- 1998: Neil Sloane
- 1999: Tadao Kasami
- 2000: Thomas Kailath
- 2001: Jack Keil Wolf
- 2002: Toby Berger
- 2003: Lloyd R. Welch
- 2004: Robert J. McEliece
- 2005: Richard Blahut
- 2006: Rudolf Ahlswede
- 2007: Sergio Verdú
- 2008: Robert M. Gray
- 2009: Jorma Rissanen
- 2010: Te Sun Han
- 2011: Shlomo Shamai (Shitz)
- 2012: Abbas El Gamal
- 2013: Katalin Marton
- 2014: János Körner
- 2015: Robert Calderbank
- 2016: Alexander Cholewo
- 2017: David Tse
- 2018: Gottfried Ungerboeck
- 2019: Erdal Arıkan
- 2020: Charles H. Bennett
- 2021: Alon Orlitsky
- 2022: Raymond W. Yeung
- 2023: Rüdiger Urbanke
- 2024: Andrew Barron
- 2025: Peter Shor
- 2026: Frans Willems[3]